# Aceratium calomala
Aceratium calomala là một loài thực vật có hoa trong họ Côm. Loài này được Blanco mô tả khoa học đầu tiên năm 1845.